# Raúl Cervantes Ahumada
Raúl Cervantes Ahumada (El Amole, Sinaloa, 24 de junio de 1912 – Ciudad de México, 4 de abril de 1997), fue un eminente jurista mexicano, profesor emérito de la UNAM, maestro de 59 generaciones de abogados, autor de ensayos, poesía y textos jurídicos de proyección internacional.

## El origen
La familia Cervantes tuvo como ascendiente directo a don Felipe Cervantes, importante terrateniente sinaloense, durante el siglo XIX, cuyo latifundio llegó alcanzar una extensión de 100 kilómetros cuadrados. Su hijo, abuelo de Cervantes Ahumada, fue Antonio Canuto Rey Cervantes, quien luchó al lado de Benito Juárez en la Guerra de Reforma, y posteriormente contra el Imperio de Maximiliano de Habsburgo. Al triunfo de la República, Don Antonio no quiso grado militar alguno, sino dedicarse al cuidado y trabajo de sus tierras, las cuales al paso de dos generaciones se redujeron a una zona de 10 000 hectáreas, situada en torno al rancho y poblado de El Amole, ubicado a unos 24 kilómetros de su cabecera, el municipio de Guasave, en Sinaloa.
En ese entorno nació Raúl Cervantes Ahumada el 24 de junio de 1912, en El Amole. Sus padres fueron don Serafín Cervantes Zepeda, ganadero y agricultor de ideología liberal, y doña Rafaela Ahumada y Ahumada, mujer que por el contrario, era de profundo espíritu religioso. Don Serafín y doña Rafaela procrearon diez hijos, siete hombres (Juan Evangelista, Serafín, Flaviano, Luis Antonio, José, el propio Raúl y Óscar), y tres mujeres (Rafaela, Amparo y Bertha). Las dos primeras por influencia de su madre, optaron por seguir estudios religiosos y se volvieron monjas. En 2019 falleció Bertha, la menor de la familia, en Guasave.

### Figuras de la Revolución Mexicana en El Amole
Los años de la Revolución Mexicana no alteraron la vida interna en El Amole, ni su productividad. Eso en parte por el buen trato que los Cervantes daban a sus trabajadores de labranza, así como por la estima que por don Serafín tenían las diversas facciones revolucionarias. Incluso Ángel Flores, General revolucionario que sería gobernador de Sinaloa y candidato presidencial adversario de Plutarco Elías Calles, llegó de joven a trabajar para don Serafín. El mismo General Álvaro Obregón, llegó en varias ocasiones a visitar a don Serafín en El Amole.

### Los Cervantes y José Vasconcelos
En 1929 durante su campaña presidencial, José Vasconcelos visitó Sinaloa. Estando ahí, el joven Herminio Ahumada, miembro de su equipo, lo llevó a El Amole, a donde vivían sus primos, los Cervantes. Dicha experiencia fue narrada por el propio Vasconcelos en su libro El Proconsulado. Ahí, Vasconcelos describió a los Cervantes como «muchachos excelentes». En su relato, Vasconcelos menciona que durmió en El Amole, y manifiesta su admiración e incluso envidia por haber encontrado en la biblioteca de don Serafín, ejemplares de la “Revista de Occidente” de José Ortega y Gasset. En el mismo capítulo de El Proconsulado, relata Vasconcelos que en esa misma gira de campaña electoral, los Cervantes lo llevaron en su propio automóvil a visitar distintas poblaciones aledañas, entre ellas Mocorito.
Al paso del tiempo, el primo Herminio Ahumada se convertiría en yerno de José Vasconcelos, al casarse con su hija María del Carmen. De esa forma, la campaña electoral de 1929 en Sinaloa, y el lazo familiar a través de Herminio, volvieron a su vez estrecha la relación de Raúl Cervantes Ahumada con Vasconcelos, al grado de que ambos se asociaron para montar juntos por un tiempo en la Ciudad de México, el despacho jurídico Vasconcelos y Cervantes Ahumada.

## Agrupaciones a las que perteneció

### En México
- Barra Mexicana de Abogados
- Academia Mexicana de Jurisprudencia y Legislación
- Asociación Nacional de Abogados (de la cual fue Presidente)
- Ilustre y Nacional Colegio de Abogados de México
- Asociación Mexicana Pro-ONU (de la que fue Presidente)
- Instituto Mexicano de Cultura
- Sociedad de Amigos del Libro Mexicano
- Ateneo de Ciencias y Artes de México
- Sociedad Mexicana de Geografía y Estadística
- Academia Mexicana de Derecho Hispano-Americano (de la que fue Presidente)
- Congreso Nacional Permanente de Asociaciones e Instituciones Científicas y Culturales de la República Mexicana (siendo Presidente)
- El Colegio de Sinaloa (Miembro Fundador)

### En el extranjero
- Instituto de Derecho Comparado, con sede en Francia
- Academia Cultural Adriática, con sede en Italia
- Instituto de Derecho Comercial de la República de Argentina
- Sociedad de Geografía e Historia de Guatemala, en calidad de Miembro correspondiente
- Colegio de Abogados de Guatemala (Miembro Honorario)
- Barra de Abogados de Guatemala (Miembro Honorario)
- Barra de Abogados de Puerto Príncipe, Haití (Miembro Honorario)
- Miembro de número de la Academia Internacional de Derecho Mercantil y del Consumidor, con sede en San Luis, Misuri, Estados Unidos de América (de la que fue Vicepresidente)
- Academia Latinoamericana de Derecho de la Navegación (Presidente honorario)

## Cargos y Responsabilidades
- Secretario de la Biblioteca Nacional de México (1940-1944)
- Rector de la Universidad Autónoma de Sinaloa (1945)
- Miembro de la delegación mexicana a la Conferencia de San Francisco, creadora de la ONU (1945)
- Presidente Patrono del Nacional Monte de Piedad (1947-1949)
- Consejero de la Secretaría de Marina (1953-1958)
- Miembro de la delegación mexicana a la Primera Conferencia de las Facultades Latinoamericanas de Derecho (1954)
- Delegado de la World Federation of United Nations Associations, a la Conferencia de la Organización Mundial de la Salud (1955)
- Consejero de la Presidencia de la República, con Adolfo Ruiz Cortines (1952-1958)
- Experto de las Naciones Unidas para la formación del Proyecto de Código Marítimo Uniforme Centroamericano (1959)
- Profesor huésped de las universidades de Yucatán, Nuevo León, Guerrero, Michoacán, Chihuahua, Guadalajara, Durango, Morelos, Sinaloa, San Luis Potosí, Oaxaca, Estado de México, Veracruz, Chiapas, entre otras (1941-1997)
- Profesor huésped de las universidades de Buenos Aires, San Marcos de Lima, Colombia, Panamá, El Salvador, Honduras, Costa Rica, Guatemala, Arizona, Madrid, Moscú, Pekín, Helsinki, entre otras (1941-1997)
- Consejero personal del Presidente de la República, Adolfo López Mateos (1959-1964)
- Representante de México (presidente de la delegación) en el Seminario sobre Derechos Humanos de las Naciones Unidas, celebrado en Buenos Aires (1959)
- Vicepresidente de las Primeras Jornadas de Derecho Privado y de las Primeras Jornadas de Derecho de la Navegación, celebradas en Buenos Aires, (noviembre de 1960)
- Miembro Propietario de la delegación mexicana al Seminario de Derechos Humanos, celebrado por las Naciones Unidas en la Ciudad de México (1961)
- Conciliador en el Sindicato de las Conferencias Marítimas Internacionales
- Colaborador de planta de la página editorial del diario mexicano El Universal (1970-1997)
- Presidente honorario de los cuatro congresos nacionales de derecho mercantil (México) (1974, 1976, 1978 y 1983)
- Colaborador de planta de la cadena de diarios El Sol, de Organización Editorial Mexicana
- Conciliador (miembro del cuerpo internacional de conciliadores en materia de tráfico marítimo)
- Panelista para integrar los tribunales para la solución de controversias en relación con la aplicación del Tratado de Libre Comercio, entre los Estados Unidos, México y Canadá
- Consejero Ciudadano del Instituto Federal Electoral en el Distrito Federal (1994)

## Trayectoria en la Universidad Nacional Autónoma de México
- Licenciado en Derecho por la Escuela Nacional de Jurisprudencia (UNAM) (1939)
- Profesor fundador de la cátedra de Derecho Marítimo en la Facultad de Derecho de la UNAM (1944)
- Secretario General de la UNAM (en la época del Directorio) (1944)
- Doctor en Derecho (Exoficio) por la Universidad Nacional Autónoma de México (1950)
- Profesor fundador del programa del Doctorado en Derecho (1950)
- Profesor de Derecho Mercantil, por oposición, en la Escuela Nacional de Jurisprudencia, hoy, Facultad de Derecho de la Universidad Nacional Autónoma de México (1941-1997)
- Director (fundador) del Seminario de Derecho Marítimo de la Facultad de Derecho de la UNAM (1969-1971)
- Director del Seminario de Derecho Marítimo de la Facultad de Derecho de la UNAM
- Consejero Universitario (período 1970-1974)
- Presidente de la Comisión de Grados del Consejo Universitario de la UNAM
- Jefe de la División de Estudios de Posgrado de la Facultad de Derecho (1982-1992)

## Reconocimientos y condecoraciones

### Condecoraciones Nacionales
- Medalla de oro y diploma otorgados por la Tribuna de México, por las mejores conferencias dictadas en la tribuna (1958)
- Medalla de plata y diploma por la Tribuna de México (1959)
- Medalla de plata y diploma por la UNAM, como testimonio de gratitud a su meritoria labor en el magisterio universitario
- Medalla de oro y diploma al Mérito Académico, por 35 años de labor docente en la Facultad de Derecho de la UNAM
- Premio Jurídico Jorge Sánchez Cordero
- Diploma otorgado por el gobierno del Estado de Hidalgo por su labor educativa
- Gran Cruz de la Orden de Honor Forense, presea y diploma alusivo, otorgados por la Asociación Nacional de Funcionarios Judiciales de la Asociación Nacional de Abogados
- Profesor Emérito por la Facultad de Derecho de la Universidad Nacional Autónoma de México (1985)
- Doctor honoris causa por la Universidad Autónoma Benito Juárez de Oaxaca
- Doctor honoris causa por la Universidad Autónoma de Sinaloa
- Premio Sinaloa de Ciencias y Artes (Gobierno del Estado de Sinaloa) (1988)
- Homenaje por parte del H. Ayuntamiento de Guasave, El Colegio de Sinaloa y el Patronato Pro-Celebración del 400 Aniversario de la Fundación de Guasave (Sinaloa) (7 de abril de 1995
- Medalla al Mérito Jurídico Miguel Alemán Valdés (México D. F.) (21 de agosto de 1996)
- Homenaje por parte de la Universidad Autónoma de Puebla (Puebla) (14 de octubre de 1996)
- Su nombre fue colocado en letras de oro en el muro de honor del H. Congreso del Estado de Sinaloa (9 de julio de 1998)

### Condecoraciones Internacionales
- Diploma de Honor otorgado por la Universidad de Arizona, en Tucson, Estados Unidos, declarándolo el Jurista de más proyección en el mundo, con base en una encuesta realizada por la ONU (1985)[4]
- Diploma de Honor en Grado Distinguido como Caballero de la Legión de Honor (Francia)
- Condecoración Bandera Yugoslava con corona de oro, otorgada por el gobierno de Yugoslavia, por los estudios publicados en México sobre el Derecho Yugoslavo

### Reconocimientos
- El Colegio de Abogados de Guasave, Sinaloa, lleva su nombre
- El plantel número 55 del Colegio de Bachilleres del Estado de Sinaloa, en Guasave, tiene su nombre
- La escuela preparatoria del centro de población ejidal Leopoldo Sánchez Celis, sindicatura de Eldorado, municipio de Culiacán, e incorporada a la Universidad Autónoma de Sinaloa, se identifica con su nombre
- Le fue impuesto su nombre al auditorio de la Facultad de Derecho de la Universidad Autónoma de Chihuahua
- Se impuso su nombre a una de las aulas de la Facultad de Derecho de la UNAM
- En el Colegio de Sinaloa, institución cultural y académica, cuya sede se encuentra en Culiacán y de la que fue miembro fundador, un aula tiene su nombre
- En la ciudad de Guasave, Sinaloa, hay una calzada que se denomina Dr. Raúl Cervantes Ahumada; Una de las calles de Abasolo del Valle y otra en Coatzacoalcos, Veracruz, llevan su nombre
- Asimismo, otra calle de la ciudad de Guaymas, Sonora, lleva su nombre
- La Secretaría de Educación Pública y la Confederación Marítima Mexicana, A.C., establecieron el Premio Nacional de Legislación y Derecho Marítimo Raúl Cervantes Ahumada
- Fue designado Presidente honorario de la Academia Latinoamericana de Derecho de la Navegación
- Le fue impuesto su nombre a la biblioteca de la Facultad de Derecho de la Universidad Autónoma de Sinaloa, Culiacán, Sinaloa (10 de febrero de 1993)
- La calle en donde se ubica la casa en la que vivió los últimos 37 años de su vida, en la colonia Las Águilas de la Ciudad de México, lleva su nombre desde 2001
- A la entrada de la División de Estudios de Posgrado de la Facultad de Derecho de la Universidad Nacional Autónoma de México fue colocado el 25 de octubre de 2016, un busto suyo, en homenaje a que fue fundador y Director del Posgrado, entre 1982 y 1992.

## Obras Jurídicas

### Obras de su autoría
- Hacia un concepto marxista del Derecho  (tesis profesional de licenciatura) (1939)
- Apuntes para el segundo curso de Derecho Mercantil (México) (1942)
- La Sociedad de Responsabilidad Limitada en el Derecho Mercantil Mexicano (México) (Imprenta Universitaria) (1943)
- Derecho Bancario (traducción efectuada al texto del italiano Paolo Greco) (1945)
- El Descuento Bancario y Otros Ensayos (México) (Ed. ARS) (1947)
- La Soberanía de México sobre las Aguas Territoriales y el Problema de la Plataforma Continental (UNAM) (1952)
- La Protetion des minorites dans les societates anonimes (París) (1953)
- Títulos y Operaciones de Crédito (Ed. Herrero) (1954)
- La Responsabilidad Contractual y Extracontractual por Muerte del Pasajero en el Transporte Aéreo (traducción efectuada al texto del italiano Filippo Vasalli) (México) (1954)
- Recursos contra el abuso de poder  (versiones en español e inglés, publicadas por la ONU) (1959)
- El amparo y el estado de emergencia (publicado por la ONU) (1961)
- El libro de texto gratuito. Estudio Jurídico (publicado por el Instituto Mexicano de la Juventud) (1962)
- Sobre el Concepto de Derecho (México, 1964; San José, Costa Rica, 1965; Sao Paulo, Brasil 1965)
- Derecho de Quiebras (Ed. Herrero) (1971)
- Derecho Mercantil (Ed. Herrero) (1975)
- Derecho Marítimo (Ed. Herrero) (1977)
- El Canal de Panamá (UNAM) (1980)

### Obras en coautoría
- El arbitraje comercial internacional (La Haya, Holanda) (publicación de la Unión Internacional de Abogados) (s/a)
- Comisionistas y corredores (obra en colaboración con Jorge Barrera Graf, Chacón Jinesta, Roberto L. Mantilla Molina y Octavio Torrealba) (San José, Costa Rica), (1964)
- Problemas jurídicos y sociales de México (Anuario 1953 de la Asociación de Funcionarios Judiciales) (1953)
- Comentarios al proyecto del Código de Comercio Mexicano (en colaboración con Roberto L. Mantilla Molina y Jorge Barrera Graf) (México) (Imprenta Universitaria) (1955)
- Los canales internacionales (publicación de la Universidad de Panamá) (1958)
- La reforma de la legislación mercantil (en colaboración con varios profesores) (México) (1985)
- México y la cultura (Cervantes Ahumada escribió el capítulo relativo a la evolución del Derecho Mercantil)
- En Homenaje a Gabriel Ramos Millán, discursos de Adolfo López Mateos y Raúl Cervantes Ahumada, (México) (1948)
- J’ai vu vivre de Mexique (obra de Jean Camp) (París) (1961) (Se traducen 10 historias de Sinaloa).

## Legado como jurista y aportaciones al mundo del Derecho

### A México
- Ley Orgánica de la UNAM (1945)
- Ley Orgánica de la Universidad del estado de Sinaloa (1945)
- Reformas a la Ley de Instituciones de Asistencia Privada (1947)
- Ley sobre el Régimen de Propiedad en Condominio de Inmuebles para el Distrito Federal (1955)
- Reformas a los Artículos 27, 42 y 48 de la Constitución Política de los Estados Unidos Mexicanos (1959)
- Proyecto para el Nuevo Código de Comercio (1960)
- Reglamento Interior del Departamento Agrario( 1960)
- Ley de Navegación y Comercio Marítimo (1963)
- Reglamento de la Distribución de gas (1969)

### Al Mundo
- Proyecto del Código Marítimo Uniforme para los cinco países centroamericanos (ONU)(1959)
- Anteproyecto de Estatuto para la Facultad de Derecho de la UNAM (1966)
- Proyecto de Código de Comercio para la República de Costa Rica
- Proyecto de Código de Comercio para la República de El Salvador
- Proyecto de Código de Comercio para la República de Guatemala
- Código de Comercio de Colombia
- Proyecto de la Ley Uniforme sobre Sociedades Anónimas (en colaboración con el Instituto de Derecho Comparado de Milán, Italia)
- Proyecto de Ley Uniforme Centroamericana de Títulos Valores
- Proyecto de Ley Uniforme Centroamericana sobre el Contrato de Seguros (en colaboración)
- Proyecto de Ley Uniforme Centroamericana sobre Compra-Ventas Comerciales
- Proyecto de Ley Uniforme sobre Títulos Valores para América Latina (encargado por el Instituto para la Integración de América Latina, el INTAL, Buenos Aires, 1967, adoptado ya en aspectos fundamentales por Colombia, Guatemala y Perú, y tomado como modelo por otros países latinoamericanos
- Proyecto de Código de Comercio Uniforme para los países de América Latina, presentado al Parlamento Latinoamericano por la Academia Internacional de Derecho Mercantil y del Consumidor

### A la UNAM
- Ley Orgánica de la UNAM
- Texto de la protesta que se toma a los Licenciados en Derecho en su examen recepcional en la Facultad de Derecho de la UNAM
- Texto del discurso que lee el Presidente del Jurado en la recepción de los Doctores en Derecho, en la Facultad de Derecho de la UNAM
- Proyecto del Estatuto del Personal Académico de la UNAM

## Relatos históricos
- Hernándo de Villafañe, fundador de Guasave (1942)
- Relatos sinaloenses (1942)
- Buenavista de Cuéllar (Epopeya de un Pueblo) (1942)
- Cuatro Discursos sinaloenses (1949)
- Napalá. Estampas Sinaloenses (1952)
- Sinaloa, Raíz y Proyección de su historia (1986)

## Poemas
A lo largo de toda su vida, Raúl Cervantes Ahumada escribió una gran cantidad de poemas. Entre ellos destacan:
- Intrascendente voz (1947)
- En Marco del silencio (1947)
- Este canto (1955) (traducido al italiano por Teresita Messineo);
- Servidumbre de amor (1956)
- Recolección, antología poética (1959)
- Escala al viento (1960)
- Maduro amor, sonetos, (1962, dos ediciones.)
- Omar al Khayam (traducción de poemas) (s/f)
- La Mar (1988)